# Ника (кинопремия, 1990)
3-я церемония вручения наград национальной кинематографической премии «Ника» за заслуги в области советского кинематографа за 1989 год состоялась 28 декабря 1990 года в Центральном Доме кинематографистов.
На соискание премии в 14-и номинациях было представлено 27 художественных, документальных, научно-популярных и анимационных лент, девять из них были удостоены призов, три фильма получили более одной награды.
Романтическая драма «Ашик-Кериб», номинированная на премию в 4-х категориях, забрала все четыре приза, в том числе за лучший фильм и лучшую режиссуру. Сами режиссёры картины — Давид Абашидзе и Сергей Параджанов ушли из жизни в течение 1990 года и были удостоены премии посмертно.
Социально-философская притча Вадима Абдрашитова — «Слуга», представленная в пяти номинациях, получила две награды: за лучший сценарий (Александр Миндадзе) и лучшую мужскую роль (Олег Борисов).
Елена Яковлева, сыгравшая роль валютной проститутки в драме «Интердевочка», была признана лучшей актрисой года. Премия за лучшую роль второго плана досталась Нине Руслановой («Смиренное кладбище») и стала её второй (на тот момент) «Никой» (первую награду она забрала за лучшую женскую роль, двумя годами ранее).
Почётная награда в номинации «Честь и достоинство» была присуждена драматургу Евгению Иосифовичу Габриловичу.

## Статистика
Количество наград/количество номинаций:
- 2/5: «Слуга»
- 4/4: «Ашик-Кериб»
- 2/3: «Убить дракона»
- 0/3: «Власть соловецкая» / «Чёрная роза — эмблема печали, красная роза — эмблема любви»
- 1/2: «Смиренное кладбище» / «Интердевочка»
- 0/2: «Мерзавец»

## Список лауреатов и номинантов

### Основные категории
• Победители выделены отдельным цветом. 
| Категории                                                                          | Лауреаты и номинанты                                                                       |
| ---------------------------------------------------------------------------------- | ------------------------------------------------------------------------------------------ |
| Лучший игровой фильм                                                               | • Ашик-Кериб (режиссёры: Давид Абашидзе, Сергей Параджанов (оба посмертно)) «Грузия-фильм» |
| Лучший игровой фильм                                                               | • Власть соловецкая (режиссёр: Марина Голдовская) «Мосфильм»                               |
| Лучший игровой фильм                                                               | • Слуга (режиссёр: Вадим Абдрашитов) «Мосфильм»                                            |
| Лучший документальный фильм (награду вручал Сергей Станкевич)                      | • Улица Поперечная (режиссёр: Ивар Селецкис) Рижская киностудия                            |
| Лучший документальный фильм (награду вручал Сергей Станкевич)                      | • Реквием (режиссёр: Рубен Геворкянц) «Арменфильм»                                         |
| Лучший документальный фильм (награду вручал Сергей Станкевич)                      | • Сталин с нами? (режиссёр: Тофик Шахвердиев) ВПТО «Видеофильм»                            |
| Лучший научно-популярный фильм (награду вручал Алексей Емельянов)                  | • Рядом с зубром (режиссёр: Елена Саканян) «Центрнаучфильм»                                |
| Лучший научно-популярный фильм (награду вручал Алексей Емельянов)                  | • Памяти павших домов (режиссёр: Ольга Самолевская) «Киевнаучфильм»                        |
| Лучший научно-популярный фильм (награду вручал Алексей Емельянов)                  | • Преображение (режиссёр: Александр Сидельников) «Леннаучфильм»                            |
| Лучший анимационный фильм                                                          | • Притча об артисте. Лицедей (режиссёр: Николай Серебряков) «Союзмультфильм»               |
| Лучший анимационный фильм                                                          | • Корова (режиссёр: Александр Петров) студия «Пилот»                                       |
| Лучший анимационный фильм                                                          | • Положение обязывает (режиссёр: Рао Хейдметс) «Таллинфильм»                               |
| Лучшая режиссёрская работа                                                         | • Давид Абашидзе, Сергей Параджанов (оба посмертно) за фильм «Ашик-Кериб»                  |
| Лучшая режиссёрская работа                                                         | • Вадим Абдрашитов — «Слуга»                                                               |
| Лучшая режиссёрская работа                                                         | • Марина Голдовская — «Власть соловецкая»                                                  |
| Лучшая сценарная работа (награду вручал Василий Аксёнов)                           | • Александр Миндадзе — «Слуга»                                                             |
| Лучшая сценарная работа (награду вручал Василий Аксёнов)                           | • Владимир Вардунас — «Фонтан»                                                             |
| Лучшая сценарная работа (награду вручал Василий Аксёнов)                           | • Рамиз Фаталиев и Вагиф Мустафаев — «Мерзавец»                                            |
| Лучшая мужская роль                                                                | • Олег Борисов — «Слуга» (за роль Андрея Андреевича Гудионова)                             |
| Лучшая мужская роль                                                                | • Владимир Гостюхин — «Смиренное кладбище» и «Наш бронепоезд»                              |
| Лучшая мужская роль                                                                | • Мамука Кикалейшвили — «Мерзавец» (за роль Хаттама)                                       |
| Лучшая женская роль                                                                | • Елена Яковлева — «Интердевочка» (за роль Татьяны Зайцевой-Ларсен)                        |
| Лучшая женская роль                                                                | • Наталья Андрейченко — «Леди Макбет Мценского уезда» (за роль Катерины Измайловой)        |
| Лучшая женская роль                                                                | • Марина Неёлова — «Ошибки юности» (за роль Полины)                                        |
| Лучшая роль второго плана                                                          | • Нина Русланова — «Смиренное кладбище» (за роль Валентины)                                |
| Лучшая роль второго плана                                                          | • Лариса Малеванная — «Интердевочка» (за роль Аллы Сергеевны Зайцевой)                     |
| Лучшая роль второго плана                                                          | • Вячеслав Тихонов — «Убить дракона» (за роль архивариуса Шарлеманя)                       |
| Лучшая операторская работа (награду вручали Джек Мэтлок и Ребекка Мэтлок)          | • Альберт Явурян — «Ашик-Кериб»                                                            |
| Лучшая операторская работа (награду вручали Джек Мэтлок и Ребекка Мэтлок)          | • Юрий Клименко — «Чёрная роза — эмблема печали, красная роза — эмблема любви»             |
| Лучшая операторская работа (награду вручали Джек Мэтлок и Ребекка Мэтлок)          | • Алексей Родионов — «Жена керосинщика»                                                    |
| Лучшая музыка к фильму (награду вручали Геннадий Рождественский и Людмила Чурсина) | • Геннадий Гладков — «Убить дракона»                                                       |
| Лучшая музыка к фильму (награду вручали Геннадий Рождественский и Людмила Чурсина) | • Владимир Дашкевич — «Слуга»                                                              |
| Лучшая музыка к фильму (награду вручали Геннадий Рождественский и Людмила Чурсина) | • Николай Каретников — «Власть соловецкая»                                                 |
| Лучшая работа звукооператора                                                       | • Борис Венгеровский — «Бомж. Без определенного места жительства»                          |
| Лучшая работа звукооператора                                                       | • Вячеслав Карасев — «СЭР»                                                                 |
| Лучшая работа звукооператора                                                       | • Игорь Строканов — «Из жизни Фёдора Кузькина»                                             |
| Лучшая работа художника                                                            | • Сергей Параджанов (посмертно) — «Ашик-Кериб»                                             |
| Лучшая работа художника                                                            | • Марксэн Гаухман-Свердлов — «Чёрная роза — эмблема печали, красная роза — эмблема любви»  |
| Лучшая работа художника                                                            | • Людмила Кусакова — «Город Зеро»                                                          |
| Лучшая работа художника по костюмам                                                | • Наталья Монева — «Убить дракона»                                                         |
| Лучшая работа художника по костюмам                                                | • Наталья Дзюбенко — «Чёрная роза — эмблема печали, красная роза — эмблема любви»          |
| Лучшая работа художника по костюмам                                                | • Евгения Червонская — «Гулящие люди»                                                      |

### Специальная награда
- Премия в номинации «Честь и достоинство» присуждена Евгению Иосифовичу Габриловичу